# Aethalura obscuraria
Aethalura obscuraria är en fjärilsart som beskrevs av Paux 1901. Aethalura obscuraria ingår i släktet Aethalura och familjen mätare. Inga underarter finns listade i Catalogue of Life.